# Deutsche Beachhandball-Nationalmannschaft der Frauen
Die deutsche Beachhandball-Nationalmannschaft der Frauen repräsentiert den Deutschen Handballbund (DHB) als Auswahlmannschaft auf internationaler Ebene bei Länderspielen im Beachhandball gegen Mannschaften anderer nationaler Verbände. Den Kader nominiert der Bundestrainer.
Als Unterbau fungieren die Nationalmannschaft der Juniorinnen. Das männliche Pendant ist die deutsche Beachhandball-Nationalmannschaft der Männer.

## Geschichte
Die Nationalmannschaft wurde um die Jahrtausendwende gegründet und nahm im Rahmen der Europameisterschaften 2000 erstmals an einer internationalen Meisterschaft teil. Sie war zunächst eine der erfolgreichsten Mannschaften in Europa und zum Teil auch in der Welt. Bei den ersten fünf Europameisterschaften wurde immer das Halbfinale erreicht, Höhepunkt war der Titelgewinn 2006. Neben dem Titel bei den Europameisterschaften sind die Silbermedaillen bei den World Games 2001 – zugleich inoffizielle Weltmeisterschaft – sowie den Weltmeisterschaften 2006 die größten internationalen Erfolge der ersten Phase der Nationalmannschaft.
Nach den Europameisterschaften 2007 löste der DHB seine Nationalmannschaft auf und nahm ein Dutzend Jahre nicht mehr an internationalen Wettbewerben teil. Erst zu den Europameisterschaften 2015 wurde die Mannschaft reaktiviert und zeigt seitdem ansteigende Leistungen. Bei den Europameisterschaften 2021 gewann die sehr junge Mannschaft überraschend den Titel und qualifizierte sich damit auch für die kommenden Weltmeisterschaften und die World Games. 2022 folgte ähnlich überraschend und in überragender Manier der Titelgewinn bei den Weltmeisterschaften. Wie schon bei den Europameisterschaften im Vorjahr gewann das Team alle seine Spiele, konnte dieses Mal sogar als einzige Mannschaft in der Geschichte der Weltmeisterschaften nicht nur alle Spiele gewinnen, sondern blieb zudem ohne jeden Satzverlust. Nur wenige Wochen später trat die deutsche Mannschaft, mittlerweile als Mitfavoritin auf den Titel, das erste Mal seit 2005 wieder bei den World Games an, das erste Mal, seit es nicht mehr Demonstrationssport bei der Multisport-Veranstaltung ist. Erneut gewann die Mannschaft alle ihre Spiele, wenngleich sie in der Vorrunde gegen Argentinien und Norwegen dieses Mal zweimal Sätze abgab und in den Shootout musste. Am Ende gewann die Mannschaft binnen weniger als drei Wochen ihren zweiten Titel. Torhüterin Katharina Filter hielt im Turnierverlauf die überaus hohe Zahl von 43 % der gegnerischen Würfe, Amelie Möllmann erzielte in sieben Spielen mit 102 Punkten die meisten aller Spielerinnen im Turnierverlauf.
Die Europameisterschaften 2023 fanden aufgrund der weiteren Termine im Verlauf des Sommers schon im Mai statt, weshalb die Mannschaft ohne echte Vorbereitung und ohne Praxis auf Sand in das Turnier ging und nicht so große Hoffnungen hatte, die Serie der beiden Vorjahre fortzusetzen. Die in weiten Teilen unveränderte Mannschaft zeigte sich jedoch spielerisch und menschlich gereift und konnte auch schwierigere Situationen spielerisch und kämpferisch meistern. Erneut wurde das Finale erreicht, bis dahin musste das Team nur in einem Vorrundenspiel sowie im Halbfinale gegen Spanien bis ins Shootout. Gegen die Niederländerinnen konnte sich die Mannschaft nach schwächerem Beginn vor allem in der zweiten Hälfte des zweiten Durchgangs stark steigern und verteidigte ihren Titel im Shootout. Die deutsche Mannschaft wurde mit ihrem dritten Titel Rekord-Europameisterin und erhöhte ihre Siegesserie bei internationalen Meisterschaften auf 34. Mit der Platzierung unter den besten Sieben der EM war auch die Qualifikation für die Europaspiele 2023 in Tarnów verbunden, wo Beachhandball das erste Mal zum Programm gehören wird. Schon bei der Eröffnungsfeier wurde der gestiegene Stellenwert des Beachhandballs deutlich, als Isabel Kattner eine der beiden deutsche Fahnenträger war. Dort konnte die auf der Hälfte der Positionen veränderte Mannschaft zunächst ihre Siegesserie ausbauen. Erst im letzten Vorrundenspiel gegen die Niederlande musste sich die Mannschaft nach 34 Siegen in Folge das erste Mal wieder geschlagen geben. Nach einem ungefährdeten Sieg im Viertelfinale unterlag die Mannschaft den Däninnen auch im Halbfinale und spielte anschließend um Bronze und damit die erste deutsche olympische Medaille im Beachhandball. Gegen Norwegen wurde diese schließlich gewonnen.
Nachdem vom europäischen Verband im August 2019 ein Nationen-Ranking eingeführt worden war, zu deren Zusammensetzung auch die Resultate der Nachwuchsmannschaften zählen, wurde die deutsche Nationalmannschaft dort auf dem sechsten Rang geführt.

## Teilnahmen
| World Games - 2001: 2. - 2005: 5. - 2009: keine Teilnahme - 2013: keine Teilnahme - 2017: nicht qualifiziert - 2022: 1. - 2025: 2. World Beach Games - 2019: nicht qualifiziert - 2023: qualifiziert, abgesagt | Weltmeisterschaften - 2001: 2. - 2004: nicht qualifiziert - 2006: 2. - 2008: keine Teilnahme - 2010: keine Teilnahme - 2012: keine Teilnahme - 2014: keine Teilnahme - 2016: nicht qualifiziert - 2018: nicht qualifiziert - 2022: 1. - 2024: 1. | Europameisterschaften - 2000: 2. - 2002: 4. - 2004: 3. - 2006: 1. - 2007: 2. - 2009: keine Teilnahme - 2011: keine Teilnahme - 2013: keine Teilnahme - 2015: 13. - 2017: 14. - 2019: 10. - 2021: 1. - 2023: 1. - 2025: 3. | Europaspiele - 2023: 3. Global Tour - 2022: 2. - 2023: 1. - 2024: Canaren-Cup - 2021: 1. |

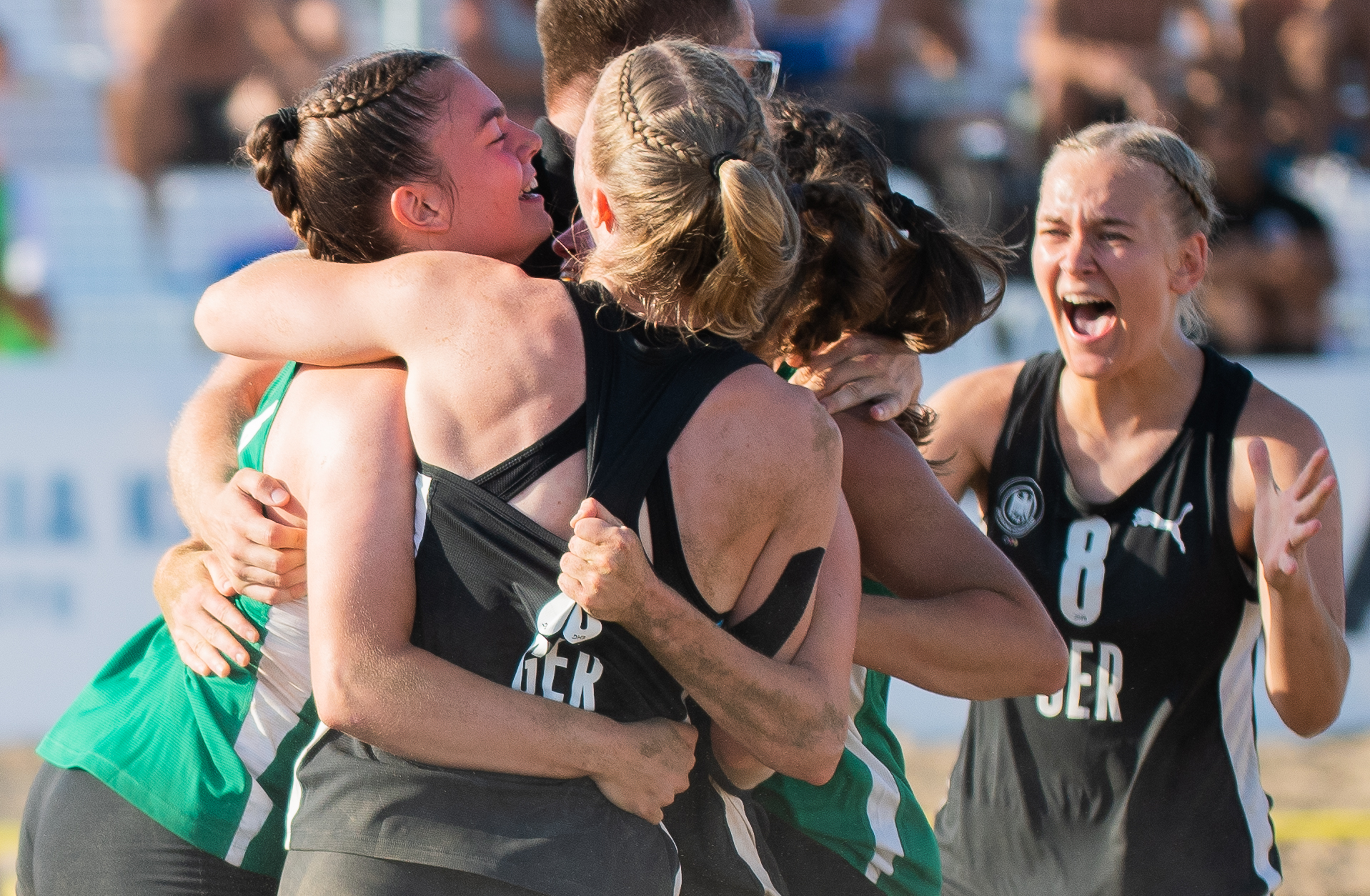
Spielerinnen feiern den WM-Gewinn 2022

- EM 2000: Alexandra Armenat • Katharina Hartenstein • Christine Lindemann (TW) • Stefanie Melbeck • Maren Meyer-Wilkens • Tanja Möller • Christiane Otten • Yvonne Remest-Eckardt • Anne-Christine Wiese • Antje Wriede[18]

- WG/WM 2001: Alexandra Armenat • Janin Hetzer • Christine Lindemann (TW) • Stefanie Melbeck • Maren Meyer-Wilkens • Tanja Möller • Christiane Otten • Isabell Petrolli • Anne-Christine Wiese • Antje Wriede[19]

- EM 2002 1: Alexandra Armenat • Ilka Arndt (TW) • Katharina Hartenstein • Janin Hetzer • Yvonne Remest-Eckardt • Antje Wriede[20]

- EM 2004 1: Janice Fleischer (TW) • Katharina Hartenstein • Franziska Heinz • Janin Hetzer • Renate Hodak • Kirsten Lübbert (TW) • Stefanie Melbeck • Isabell Nagel • Yvonne Remest-Eckardt

- WG 2005: Katrin Bührmann • Janice Fleischer (TW) • Daniela Hannemann • Katarina Hartenstein • Franziska Heinz • Janin Hetzer • Renate Hodak • Isabella Karinscheck • Anja Reiner • Birte Tesch • Ersatz: Laura Denk • Yvonne Remest-Eckardt

- EM 2006: Angelika Brormann (TW) • Yvonne Eckhardt • Katarina Hartenstein • Franziska Heinz • Janin Hetzer • Kirsten Lübbert (TW) • Stefanie Melbeck • Isabell Nagel[21] • Anja Reiner • Birte Tesch[22] Ersatz: Janice Fleischer (TW) • Isabella Karinscheck[23]

- WM 2006: Angelika Brormann (TW) • Dunja Brand • Yvonne Eckhardt • Katarina Hartenstein • Franziska Heinz • Janin Hetzer • Isabelle Karinscheck • Janette Kliewe • Kirsten Lübbert (TW) • Isabell Nagel[24]

- EM 2007: Angelika Brormann (TW) • Yvonne Eckhardt • Juliane Faeseke • Katarina Hartenstein • Franziska Heinz • Janin Hetzer • Sandra Kleinjung • Janette Kliewe • Kirsten Lübbert (TW) • Sandra Rother[25]

- EM 2015: Madeleine Benecke • Nadja Greinert • Helena Hertlein • Christine Königsmann • Alexandra Müller • Elisabeth Gschwendtner (TW) • Christina Stockhorst • Sabine Stockhorst (TW) • Elisabeth Stumperl • Kirsten Walter[26]

- EM 2017: Anna Blödorn • Alicia Burgert • Magdalena Frey (TW) • Anika Leppert • Vanessa Nagler • Sabrina Neuendorf • Nele Reimer • Sabine Stockhorst (TW) • Kirsten Walter • Leonie Wöbking[27]

- EM 2019: Amelie Bayerl • Jana Epple • Katharina Filter (TW) • Magdalena Frey (TW) • Isabel Kattner • Lena Klingler • Christine Königsmann • Lucie-Marie Kretzschmar • Toni-Luisa Reinemann • Paula Reips • Kirsten Walter • Leonie Wöbking

- KC 2021: Amelie Bayerl • Katharina Filter (TW) • Magdalena Frey (TW) • Belen Gettwart • Sarah Irmler • Isabel Kattner • Lena Klingler • Lucie-Marie Kretzschmar • Amelie Möllmann • Michelle Schäfer • Liv Süchting • Kirsten Walter • Lotta Woch • Reserve: Joelle Arno (TW) • Alica Burgert • Michelle Köbrich • Anja Kreitczick (TW) • Celina Männich • Toni-Luisa Reinemann • Paula Reips • Cara Reuthal[28]

- EM 2021: Amelie Bayerl • Katharina Filter (TW) • Magdalena Frey (TW) • Belen Gettwart • Sarah Irmler • Isabel Kattner • Lena Klingler • Lucie-Marie Kretzschmar • Amelie Möllmann • Michelle Schäfer • Liv Süchting • Kirsten Walter

- WM 2022: Katharina Filter (TW) • Belen Gettwart • Sarah Irmler • Isabel Kattner • Lena Klingler • Lucie-Marie Kretzschmar • Amelie Möllmann • Michelle Schäfer • Liv Süchting • Kirsten Walter[29]

- GT 2022: Marie Andresen (TW) • Joelle Arno (TW) • Lisa Borutta • Carolin Hübner • Michelle Köbrich • Paula Reips • Emma Reinemann • Luca Schumacher • Ryleene Theodoro • Lotta Woch • Isabel Wolff[30]

- WG 2022: Katharina Filter (TW) • Belen Gettwart • Carolin Hübner • Isabel Kattner • Lena Klingler • Lucie-Marie Kretzschmar • Amelie Möllmann • Michelle Schäfer • Liv Süchting • Kirsten Walter • im erweiterten gemeldeten Kader: Marie Andresen (TW) • Joelle Arno (TW) • Lisa Borutta • Magdalena Frey (TW) • Emma Reinemann • Paula Reips • Cara Reuthal • Luca Schumacher • Lotta Woch[31]

- EM 2023: Julia Drachsler • Katharina Filter (TW) • Magdalena Frey (TW) • Belen Gettwart • Carolin Hübner • Isabel Kattner • Lena Klingler • Kristina Krecken • Lucie-Marie Kretzschmar • Amelie Möllmann • Paula Reips • Kirsten Walter[32]

- ES 2023: Joelle Arno (TW) • Julia Drachsler • Jana Epple • Belen Gettwart • Carolin Hübner • Isabel Kattner • Kristina Krecken • Nele Kurzke (TW) • Paula Reips • Michelle Schäfer • Ryleene Theodoro • Lotta Woch[33]

- GT 2023: Dilayla Alarslan • Julia Drachsler • Magdalena Frey (TW) • Belen Gettwart • Isabel Kattner • Lucie-Marie Kretzschmar • Amelie Möllmann • Paula Reips • Michelle Schäfer • Kirsten Walter[34]

- WM 2024: Dilayla Alarslan • Julia Drachsler • Belen Gettwart • Carolin Hübner • Isabel Kattner • Lucie-Marie Kretzschmar • Nele Kurzke (TW) • Amelie Möllmann • Michelle Schäfer • Kirsten Walter

- GT 2024: Nantike Ackmann • Dilayla Alarslan • Pauline Borrmann • Magdalena Frey (TW) • Belen Gettwart • Isabel Kattner • Michelle Köbrich • Kristina Krecken • Amelie Möllmann • Ryleene Theodoro[35]

## Trainer
| Cheftrainer/in - 2001: Marc Winter - mindestens 2005–2007: Andrea Leiding - 2015: Denise Westhäusler - 2017: Nico Kiener - seit 2018: Alexander Novakovic | Co-Trainer/in - 2017: Denise Westhäusler - 2019: Tom Hankel - 2020–2025: Hendrik Sander - seit 2025: Ruben Voßhans | Torwarttrainerin - seit 2021: Christine Lindemann |

## Aktueller Kader
Der aktuelle Kader der Saison 2024:
Tor
- Joelle Arno (Minga Turtles)

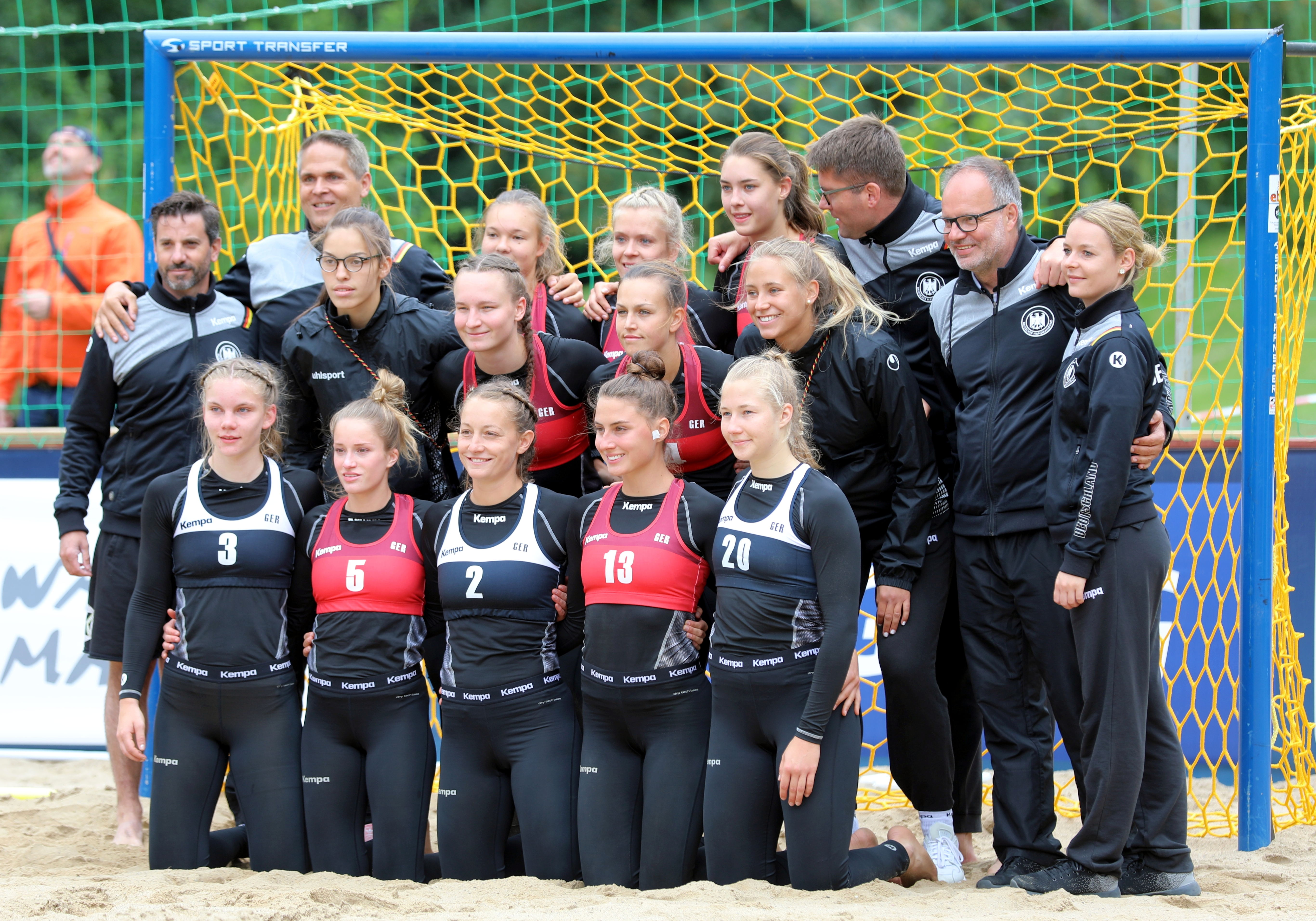
Die deutsche Mannschaft nach ihrem letzten Spiel gegen Russland bei der Europameisterschaft 2019

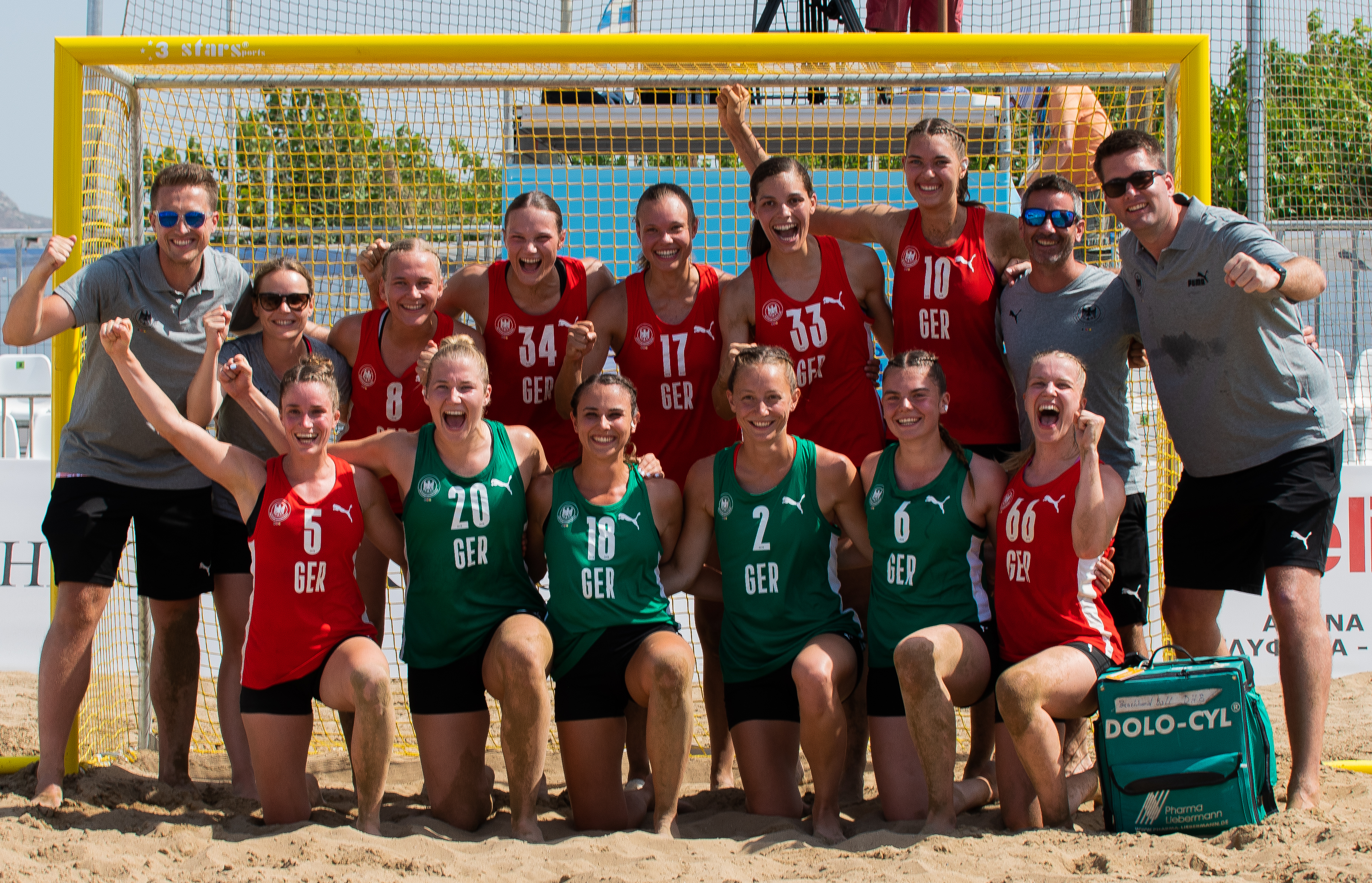
Die deutsche Mannschaft nach dem Hauptrundenspiel gegen die Niederlande bei der Weltmeisterschaft 2022

- Katharina Filter (Beach Unicorns Hannover)
- Magdalena Frey (Brüder Ismaning)
- Nele Kurzke (–)

Abwehr
- Julia Drachsler (Minga Turtles)
- Carolin Hübner (Brüder Ismaning)
- Lucie-Marie Kretzschmar (Minga Turtles)
- Liv Süchting (Beach Unicorns Hannover)
- Ryleene Theodoro (Minga Turtles)
- Kirsten Walter (Brüder Ismaning)

Offensive
- Dilayla Alarslan (Sanddevils Youngsters)
- Nina Engel (–)
- Belen Gettwart (Beach Bazis)
- Isabel Kattner (Beach Bazis)
- Lena Klingler (Minga Turtles)
- Michelle Köbrich (Beach Bazis)
- Kristina Krecken (Brüder Ismaning)
- Amelie Möllmann (Minga Turtles)
- Paula Reips (Minga Turtles)

Specialists
- Malu Sperling (Sanddevils Youngsters)
- Sarah Irmler (Brüder Ismaning)
- Michelle Schäfer (Brüder Ismaning)